# بوسه (فیلم ۱۹۱۴)
بوسه (به انگلیسی: The Kiss) یک فیلم است که در سال ۱۹۱۴ منتشر شد. از بازیگران آن می‌توان به مارگارت گیبسون، جورج هالت، جین نواک، لویولا اوکانر و ویلیام دزموند تیلور اشاره کرد.